# Сотник (деревня)
Со́тник — деревня в России, находится в Кондинском районе, Ханты-Мансийского автономного округа — Югры. Входит в состав Городского поселения Мортка.
Население на 1 января 2008 года составляло 35 человек.
Почтовый индекс — 628206, код ОКАТО — 71116663001.

## История
По переписи 1926 года в деревне насчитывалось 17 хозяйств, в которых проживал 91 человек.
В 1927 году в Сотнике организована рыболовецкая артель.
В 1935 году в деревне образован колхоз имени Кирова. В конце 40-х годов XX века построена звероферма.
В 1955 году колхоз имени Кирова получил медаль на Всесоюзной сельскохозяйственной выставке в Москве.

## Статистика населения
| Год  | Численность постоянного населения (среднегодовая) |
| ---- | ------------------------------------------------- |
| 1926 | 91                                                |
| 2002 |                                                   |
| 2008 | 35                                                |
| 2010 |                                                   |

## Климат
Климат резко континентальный, зима суровая, с сильными ветрами и метелями, продолжающаяся пять−шесть месяцев. Лето относительно тёплое, но быстротечное.